# Phaonia fimbripeda
Phaonia fimbripeda este o specie de muște din genul Phaonia, familia Muscidae, descrisă de Yang, Xue și Li în anul 2002.
Este endemică în Yunnan. Conform Catalogue of Life specia Phaonia fimbripeda nu are subspecii cunoscute.